# Erkado
Erkado (pełna nazwa: Erkado Sp. z o.o.) – polskie przedsiębiorstwo z siedzibą w miejscowości Gościeradów-Folwark (województwo lubelskie) specjalizujące się w produkcji drzwi wewnętrznych, oraz drzwi zewnętrznych drewnianych. Jest jednym z liderów rynku producentów drzwi w Polsce, produkując 890 000 sztuk rocznie.

## Historia
Przedsiębiorstwo powstało w 1976 r. w Chwałowicach w gminie Radomyśl nad Sanem. Od początku funkcjonowało jako zakład stolarski produkujący m.in. okna i drzwi na lokalny rynek. Założycielem był mistrz stolarstwa Zbigniew Kozłowski. W tym czasie przedsiębiorstwo inwestowało w technologię i zawężało profil działalności na główną specjalizacje produkcji drzwi drewnianych. W 1995 roku firma rozpoczyna ekspansję na rynek Polski. W 2000 roku została wprowadzona nowa strategia, nowe technologie które usystematyzowały produkcję drzwi, oraz nastąpił znaczny rozwój sieci dystrybucyjnej w całej Polsce. 
W 2005 roku powstaje druga fabryka w Gościeradowie, w kolejnych latach zostają rozszerzone linie produkcyjne, a firma rozwija eksport na Ukrainę, Czechy, Grecję, Austrię. W 2010 roku firma przechodzi rebranding, powstaje marka „Erkado”. W 2013 roku następuje rozbudowa o nowe hale (10 000 mkw), oraz centrum szkoleń. W 2016 roku powstają kolejne dwie hale, jedna magazynowa o wielkości 4000 mkw, druga produkcyjna. W 2018 roku powstaje nowa lakiernia i rusza produkcja drzwi lakierowanych, oraz powstaje nowy magazyn główny. W 2020 podradomskich Wośnikach w ramach Tarnobrzeskiej Specjalnej Strefy Ekonomicznej zarządzanej z ramienia Agencji Rozwoju Przemysłu zostaje zakupiona nowa fabryka o wielkości 30 000 mkw do produkcji drzwi wewnętrznych, oraz w Gościeradowie powstaje nowa fabryka drzwi zewnętrznych stalowych (10 000 mkw). Całkowita powierzchnia zakładów produkcyjnych Erkado to aż 70 tys. metrów kwadratowych. Na terenie zakładu produkcyjnego w Gościeradowie znajduje się ponadto farma fotowoltaiczna o mocy 2.7 MW. 

## Działalność
Przedsiębiorstwo zajmuje się stolarką, produkuje drzwi zewnętrzne i wewnętrzne drewniane. Posiada bogatą sieć dystrybucyjną w całej Polsce, w każdym powiecie, oraz eksportuje produkty do ponad 35 krajów w Europie, Azji, Ameryce Północnej i Afryce.
Przedsiębiorstwo jest jednym z większych zakładów pracy w regionie lubelskim, zatrudniając w 2025 r. niemal 1000 osób.
Obroty przedsiębiorstwa w 2018 roku wynosiły ponad 235 mln zł.
Według ASM – Centrum Badań i Analiz Rynku na podstawie badań CATI wśród montażystów drzwi, Erkado jest jedną z najwyżej ocenianych firm współpracujących z montażystami drzwi.
W kolejnych latach przychody firmy wzrosły z 362,7 mln zł w 2022 roku do 431,7 mln zł w 2023 roku, osiągając rekordowe 527,8 mln zł w 2024 roku. W ten sposób firma stała się jednym z największych producentów drzwi wewnętrznych i drzwi zewnętrznych w Polsce.
Poza działaniami związanymi z produkcją i sprzedażą drzwi, od 2011 roku firma inwestuje w drużynę kolarską „Erkado Racing Team”, przynależącą do Polskiego Związku Kolarskiego. Misją „Erkado Racing Team” jest popularyzacja kolarstwa, szczególnie wśród najmłodszych.
W ramach polityki zaangażowania społecznego (CSR) podejmuje liczne działania skierowane do społeczności lokalnych. Erkado wspiera finansowo oraz rzeczowo okoliczne szkoły oraz placówki oświatowe, biblioteki, Ochotniczej Straży Pożarnej z obszaru gminy oraz okolicznego Domu Pomocy Społecznej. Firma wspiera rozwój szkół poprzez finansowanie niezbędnego wyposażenia do klas multimedialnych, do sal sportowych oraz do sal dydaktycznych. We współpracy z okolicznymi szkołami organizowane są warsztaty z poradnictwa zawodowego, które mają pomóc młodzieży z obszarów wiejskich. W ramach wsparcia finansowane są również różne wydarzenia kulturalne (pikniki, festiwale) oraz warsztatowe dla osób potrzebujących socjalizacji (np. warsztat z produkcji słodyczy). Przedsiębiorstwo od 2014 roku regularnie wspiera Wielką Orkiestrę Świątecznej Pomocy, m.in. jako sponsor główny sztabu Stalowej Woli (2020 rok – szósty raz).